# Preben Elkjær
Preben Elkjær Larsen (Copenhague, Dinamarca, 11 de septiembre de 1957) es un exfutbolista danés. Jugaba en la posición de delantero.

## Trayectoria
Comenzó su carrera profesional en el Vanløse IF en 1976, siendo seguido por ojeadores de la Bundesliga que vieron su capacidad futbolística y fichando por Colonia jugando la temporada 1977-78, debido a la poca continuidad en el equipo, se le da la oportunidad de Fichar por el Lokeren belga en la temporada 78-79, donde explota como jugador y goleador jugando 190 partidos y anotando 98 goles hasta su partida en 1984.
En 1984, debido a su gran momento futbolístico tanto en clubes como en la selección, el Hellas Verona de la Serie A italiana (que estaba armando un gran equipo) lo contrata y en su primer año forma junto a Giuseppe Galderisi una dupla letal en el ataque, además de jugadores de la talla del alemán Briegel y Antonio Di Gennaro, el Verona sorprende a todos y gana de manera merecida su primer Scudetto de la Serie A (Italia) 1984/85. Elkjaer fue un ídolo, jugó en Verona 91 partidos y anotó 32 goles hasta su partida en 1988. Ese mismo año, ya con varias lesiones, firma por el Vejle Boldklub de su país, donde se retiró en 1990, jugando 39 partidos y anotando 12 goles.

## Selección nacional
Fue internacional con la Selección de fútbol de Dinamarca en 69 ocasiones y marcó 38 goles. Se destacó en la Eurocopa 1984 jugada en Francia y luego en el Mundial de México 1986 donde brilló, anotando 4 goles; 1 gol a Escocia en la victoria 1-0 y anotando un triplete en la goleada que Dinamarca le propinó a Uruguay por 6 a 1, jugando un partido memorable junto a Michael Laudrup.

### Participaciones en Copas del Mundo
| Mundial                        | Sede   | Resultado        | PJ | Goles |
| ------------------------------ | ------ | ---------------- | -- | ----- |
| Copa Mundial de Fútbol de 1986 | México | Octavos de final | 4  | 4     |

### Participaciones en Eurocopas
| Eurocopa      | Sede     | Resultado    |
| ------------- | -------- | ------------ |
| Eurocopa 1984 | Francia  | Semifinal    |
| Eurocopa 1988 | Alemania | Primera fase |

## Clubes
| Club             | País      | Año         |
| ---------------- | --------- | ----------- |
| Vanløse I. F.    | Dinamarca | 1976        |
| Colonia          | Alemania  | 1977 - 1978 |
| K. S. C. Lokeren | Bélgica   | 1978 - 1984 |
| Hellas Verona    | Italia    | 1984 - 1988 |
| Vejle Boldklub   | Dinamarca | 1988 - 1990 |

## Palmarés

### Campeonatos nacionales
| Título           | Club          | País     | Año     |
| ---------------- | ------------- | -------- | ------- |
| Copa de Alemania | Colonia       | Alemania | 1977    |
| Bundesliga       | Colonia       | Alemania | 1977-78 |
| Copa de Alemania | Colonia       | Alemania | 1978    |
| Serie A          | Hellas Verona | Italia   | 1984-85 |

### Distinciones individuales
| Distinción               | Año  |
| ------------------------ | ---- |
| Futbolista danés del año | 1984 |